# شهرستان صاله
ناحیهٔ صاله (به عربی: مدیریة صالة) یک ناحیه در یمن است که در استان تعز واقع شده‌است.
ناحیهٔ صاله ۱۹۸٬۱۶۹ نفر جمعیت دارد.